# معتمدية تطاوين الجنوبية
معتمدية تطاوين الجنوبية إحدى معتمديات الجمهورية التونسية، تابعة لولاية تطاوين.

### مواضيع ذات علاقة
- ولاية تطاوين.